# De Klassieker
De Klassieker (deutsch Der Klassiker) wird das Derby im niederländischen Fußball zwischen Ajax Amsterdam und Feyenoord Rotterdam genannt. Die Partien zwischen beiden Mannschaften erfreuen sich eines hohen Zuschauerzuspruchs und zählen für beide Fangruppen zu den bedeutendsten Spielen der jeweiligen Saison. Die Rekordzuschauerzahl dieses Derbys wurde am 9. Januar 1966 in Rotterdam aufgestellt. Damals besuchten 65.562 Zuschauer das Spiel zwischen den beiden Rivalen.

## Geschichte
Die Städte Amsterdam und Rotterdam trennen ungefähr 74 Kilometer.
Das erste Aufeinandertreffen beider Teams fand am 9. Oktober 1921 statt. Die Partie, ausgetragen in Rotterdam, endete 2:2. Beim Rückspiel in Amsterdam, am 5. März 1922, behielt Ajax mit 2:0 die Oberhand und konnte den Klassieker zum ersten Mal gewinnen. Feyenoords erster Sieg im Derby war am 21. Januar 1923. Es war auch gleichzeitig der erste Auswärtserfolg einer der beiden Mannschaften im Klassieker. Bereits im folgenden Duell konnte Ajax auch seinerseits in Rotterdam gewinnen. In der Spielzeit 1978/79, am 28. Oktober 1978, gab es das bisher einzige 0:0 in der Geschichte dieses Aufeinandertreffen; ansonsten fiel immer mindestens ein Treffer je Partie.
Große Brisanz entsteht häufig dann, wenn Spieler vom einen zum anderen Rivalen gewechselt sind und dann mit ihrer neuen auf ihre Ex-Mannschaft treffen. Hierbei kommt es immer wieder zu unfairen Gesten der entsprechenden Fangemeinden.

## Auseinandersetzungen außerhalb des Spielfeldes
Beim Klassieker kommt es immer wieder zu Auseinandersetzungen zwischen den Anhängern beider Teams. Am 23. März 1997 kam es bei einem dieser Zusammentreffen zu großen Ausschreitungen, die unter den Fangemeinden als „Schlacht von Beverwijk“ bekannt sind. Damals trafen sich Hooligans in der Ortschaft Beverwijk, um sich zu bekämpfen. Dabei wurde ein Ajax-Fan getötet. Als Reaktion auf dieses Ereignis vereinbarten Feyenoord und Ajax, die beiden Ligapartien der Spielzeit 1997/98 unter Ausschluss der Fans auszutragen.

## Höchste Siege

### Siege für Ajax
- 1934: 7:1
- 1938: 5:0
- 1959: 0:5
- 1966: 5:0
- 1975: 6:0
- 1983: 8:2
- 1993: 0:5
- 1995: 0:5
- 1999: 6:0
- 2006: 0:4
- 2007: 4:1
- 2009: 5:1
- 2019: 4:0

### Siege für Feyenoord
- 1931: 5:2
- 1936: 1:4
- 1950: 1:4
- 1956: 7:3
- 1960: 1:6
- 1960: 9:5
- 1964: 9:4
- 1976: 4:1
- 1979: 4:0
- 1984: 4:1
- 2019: 6:2
- 2023: 0:4
- 2024: 6:0

## Statistik
(seit 1911)
| Spiele                      | Spiele                               | Spiele | Spiele      | Spiele          | Spiele        | Spiele    | Spiele      | Spiele | Spiele | Spiele |
| Wettbewerb                  | Wettbewerb                           | Spiele | Ajax- Siege | Unent- schieden | Feyen.- Siege | Tore Ajax | Tore Feyen. |        |        |        |
| --------------------------- | ------------------------------------ | ------ | ----------- | --------------- | ------------- | --------- | ----------- | ------ | ------ | ------ |
|                             | Ligaspiele (Eredivisie)              | 135    | 63          | 39              | 33            | 278       | 204         |        |        |        |
|                             | Ligaspiele (Eerste Klasse); bis 1955 | 22     | 9           | 5               | 8             | 47        | 32          |        |        |        |
|                             | Eredivisie Play-offs                 | 5      | 3           | 0               | 2             | 14        | 6           |        |        |        |
|                             | Niederländischer Pokal (KNVB-beker)  | 18     | 9           | 1               | 8             | 32        | 20          |        |        |        |
|                             | Supercup (Johan Cruijff Schaal)      | 4      | 3           | 0               | 1             | 10        | 4           |        |        |        |
|                             | Sonstige                             | 20     | 6           | 4               | 10            | 37        | 47          |        |        |        |
|                             | Gesamt                               | 204    | 93          | 49              | 62            | 418       | 313         |        |        |        |
| Aktualisiert: 7. April 2024 |                                      |        |             |                 |               |           |             |        |        |        |

## Spieler, die sowohl für Ajax und Feyenoord spielten
(Auswahl)
- Angelos Charisteas
- Tim de Cler
- Johan Cruyff
- Ruud Geels
- Dean Gorré
- Serginho Greene
- Henk Groot
- Jan-Arie van der Heijden
- Richard Knopper
- Ronald Koeman
- Eddy Pieters Graafland
- Johnny Rep
- Leonardo Santiago
- Arnold Scholten
- Evander Sno
- Dwight Tiendalli
- Henk Timmer
- Kenneth Vermeer
- Steven Berghuis
- Kostas Lamprou

## Trainer, die beide Teams betreuten
- Peter Bosz
- Leo Beenhakker
- Ronald Koeman
- Hans Kraay senior